# Sergio Velasco Ferrero
Emilio Aldo Desiderio Velasco —más conocido como Sergio Velasco Ferrero— (Máximo Paz, 14 de febrero de 1940-Buenos Aires, 15 de marzo de 2020) fue un reconocido actor, presentador, locutor y productor  argentino.

## Carrera
Se crio junto a su hermano mayor, también periodista, Alfredo Velasco Ferrero (1938-2016) en su pueblo natal, Máximo Paz, ubicado en el departamento Constitución (en el sur de la provincia de Santa Fe).
Dueño de una voz única y característica, Sergio Velasco Ferrero se destacó durante la época de mayor éxito de la radiofonía en épocas en las que prestaban su voz figuras como Cacho Fontana, Héctor Larrea, Antonio Carrizo, Juan Alberto Mateyko y José María Muñoz.
En la pantalla chica se hizo popular por su ciclo televisivo Venga a bailar que marcó enormes picos de audiencia en su década de existencia. Por Canal 7 condujo el El Show de Velasco Ferrero en 1977, dirigido por Rubén Toledo.
En radio condujo numerosos ciclos como Sonido desde la Costa por Radio Rivadavia (1983).
Tuvo una larga trayectoria en Radio Mar del Plata. En Mendoza condujo los programas radiales Música para tu piel de verano y La almohada maldita.
En teatro hizo la comedia Esconde el Draculín en 1978 en el Teatro Astros, con Jorge Porcel, Alberto Olmedo, Ethel Rojo, Susana Traverso, Mario Sapag y Tato Cifuentes.
Durante la época del '80 sufrió la proscripción, junto a Quique Dapiaggi, por parte del gobierno de Raúl Alfonsín[cita requerida]. Por ello en 1984 viajó a New York, Estados Unidos, donde filmó dos espectáculos basados en "Venga a bailar".
En cine tuvo varias incursiones siempre con el género de la comedia. Debuta en 1971 con El veraneo de los Campanelli, junto con Alberto Anchart, Santiago Bal y Adolfo Linvel. Y se despidió con Atracción peculiar en la última película protagonizada por el dúo Jorge Porcel-Alberto Olmedo en 1988.
En 1988 fue testigo del Caso Monzón luego de que el que fuera boxeador Carlos Monzón asesinara a la actriz y modelo Alicia Muñiz, lanzándola desde un balcón el 14 de febrero de ese año.
Como escritor publicó el libro La Mafia Judicial Argentina, un informe periodístico sobre el terrorismo en la Argentina.
En sus apariciones mediáticas, además del famoso "Escupitajo facial" que le propinó su exesposa Zorzenón (de quien se separó en 1990) frente a cámaras, tuvo fuertes cruces con conductores como Raúl Portal, por estar en contra de los "programas parásitos", como era en su momento PNP. Al respecto supo decir durante una entrevista con la Revista 7:

" Esa gente tendría que estar presa en cualquier lugar del mundo. Es un delito lo que hacen, mostrar imágenes ajenas de programas es una barbaridad".

## Vida privada
Con seis divorcios en su haber compartió diez años de su vida junto a la actriz y exvedette Claudia Lapacó, con quien representó varios espectáculos de Café Concert: Ódienme o quiéranme, Payasadas, Sexi-bon, Velasco Presidente, Mundialito show, entre otros. En octubre de 1982 se casó con la actriz Adriana Salgueiro. Luego su imagen se vio afectada por sus presentaciones judiciales surgidas por problemas maritales con la abogada María Eugenia Zorzenón con quien tuvo a su hija la actriz e ingeniera industrial Camila Velasco. Por ello decidió alejarse un tiempo y radicarse en el exterior. Sus otros hijos mayores son Natalia e Iván Velasco, este nacido en Mendoza, que trabajó en la pantalla televisiva junto a Leonardo Simons.

## Enfermedad y fallecimiento
Sergio Velasco Ferrero estuvo internado en la terapia intensiva del sanatorio Anchorena por un tiempo luego de sufrir el domingo 25 de julio de 2010 un accidente cerebrovascular. Velasco perdió el control de sus extremidades, sus órganos empezaron a fallar y padeció a su vez problemas neurológicos que le afectaron el habla. Por este hecho debió ser sometido a una intervención para descomprimir su cerebro por lo que fue inducido a un coma farmacológico con respiración asistida.
Diez años después, el 15 de marzo de 2020, Velasco sufrió una descompensación mientras se encontraba en su casa de Buenos Aires, por lo que fue hospitalizado de urgencia. Falleció minutos después, a los 80 años.

## Filmografía
- 1971: El veraneo de los Campanelli.
- 1979: Donde duermen dos... duermen tres.
- 1980: La discoteca del amor
- 1986: Los superagentes contra los fantasmas
- 1987: Los taxistas del humor, en el episodio La dama del Rolls.
- 1988: Atracción peculiar.

## Televisión
- 1977: El Show de Velasco Ferrero, con la participación de Camila Perissé.
- 1980: Calabromas
- 1982: Venga a Bailar, por Canal 11 (Buenos Aires).
- 1982: La gran ocasión.[12]
- 1985: ¡Qué domingo!, por Canal 13.[13]
- 17, 18, 19 y gane, emitido por Canal 13.
- Grandes valores del Tango
- 1992: El ritmo de la tarde, por Canal 9, junto a su hijo Iván Velasco Ferrero, Jorge Formento y el actor cómico Carlos Parrilla.

## Radio
- Música para tu piel de verano
- La almohada maldita
- 2004: Sonido desde la costa, por Radio Belgrano (AM 950), junto a la locutora María Esther Vignola.[14]
- 2013: La gran cadena, emitido por FM Tiempo de Baradero.[15]
- 2013: Conexión abierta .

## Teatro
- Esconde el draculín (1978).
- Sweet charity (1986), estrenado en el Teatro Lola Membrives de Capital Federal con Adriana Salgueiro, Guadalupe, José María Langlais, Guillermito Fernández, Mariquita Gallegos y Jacques Arndt.
- Sexomanía, estrenado en el Teatro Tabarís.